# Sofie Skoog
Sofie Natalie Skoog (* 7. Juni 1990 in Ekshärad, Hagfors) ist eine schwedische Hochspringerin.

## Sportliche Laufbahn
2013 nahm Sofie Skoog an den Studentenweltspielen in Kasan teil und erreichte dort im Finale den neunten Platz. Bei den Halleneuropameisterschaften in Prag 2015 schied sie, wie auch bei den Weltmeisterschaften in Peking, in der Qualifikation aus. 2016 belegte sie bei den Hallenweltmeisterschaften in Portland Platz fünf und bei den Europameisterschaften in Amsterdam belegte sie mit übersprungenen 1,89 m den neunten Rang. Die Olympischen Spiele in Rio de Janeiro beendete sie auf dem siebten Finalplatz.
2017 qualifizierte sie sich für die Halleneuropameisterschaften in Belgrad, schied dort aber bereits in der Qualifikation aus. Beim Diamond League Meeting in Stockholm egalisierte sie ihre Bestleistung von 1,94 und qualifizierte sich damit für die Weltmeisterschaften in London.
2015 und 2016 wurde sie sowohl in der Halle als auch im Freien schwedische Meisterin.

## Persönliche Bestleistungen
- Hochsprung: 1,94 m, 18. August 2016 in Rio de Janeiro
  - Halle: 1,94 m, 13. Februar 2016 in Växjö